# Harpactea longitarsa
Harpactea longitarsa là một loài nhện trong họ Dysderidae.
Loài này thuộc chi Harpactea. Harpactea longitarsa được miêu tả năm 1974 bởi Alicata.